# Dorota Kaczyńska-Ciosk
Dorota Kaczyńska-Ciosk – polska pisarka fantasy i dziennikarka.
W 1998 opublikowała swoją debiutancką powieść fantasy Sekret Olsteriona (ISBN: 83-7180-335-4), która otworzyła serię Polska fantastyka w wydawnictwie Prószyński i S-ka. Książka zyskała nominację do Nagrody im. Janusza A. Zajdla. Tadeusz A. Olszański w recenzji powieści dla „Miesięcznika” Śląskiego Klubu Fantastyki doceniał warsztat pisarski autorki i sprawne użycie konwencji fantasy.
W 2003 była ławnikiem Sądu Okręgowego w Bielsku-Białej. Od 2005 była przez kilka lat redaktorem naczelnym miesięcznika „Jastrząb” wydawanego przez Urząd Miasta Jastrzębie-Zdrój.